# Иснальос
Иснальос (на испански: Iznalloz) е населено място и община в Испания. Намира се в провинция Гранада, в състава на автономната област Андалусия. Общината влиза в състава на района (комарка) Лос Монтес. Заема площ от 310,03 km². Населението му е 7019 души (по данни от 2010 г.). Разстоянието до административния център на провинцията е Por carretera a 36 km.